# Ben Platt
Benjamin Schiff Platt (ur. 24 września 1993 w Los Angeles) – amerykański piosenkarz, aktor i autor tekstów.
W 2006 zadebiutował jako aktor teatralny rolą w spektaklu The Sound of Music. W latach 2012–2015 grał w sztuce The Book of Mormon, a przez kolejne dwa lata odgrywał tytułową rolę w broadwayowskim musicalu Dear Evan Hansen.
Wystąpił m.in. w filmach Pitch Perfect (2012), Pitch Perfect 2 (2015), Nigdy nie jest za późno (2015) oraz Run This Town (2019). Od 2019 gra w produkcji Netflixa Wybory Paytona Hobarta. Za rolę w tym serialu otrzymał nominację do Złotego Globa. W 2021 zagrał tytułową rolę w kinowej ekranizacji musicalu Dear Evan Hansen.
W 2017 został umieszczony na liście najbardziej wpływowych ludzi magazynu „Time”. W tym samym roku podpisał kontrakt z wytwórnią Atlantic Records. Jego debiutancki album, Sing To Me Instead, ukazał się w marcu 2019.

## Życiorys

### Wczesne lata
Urodził się w Los Angeles, jako czwarte z piątki dzieci Julie i Marca Plattów. Jego ojciec jest producentem filmowym i telewizyjnym, który pomógł w tworzeniu filmów takich jak Legalna Blondynka, La La Land oraz Mary Poppins Powraca. Jego rodzina ma pochodzenie żydowskie.

### Życie prywatne

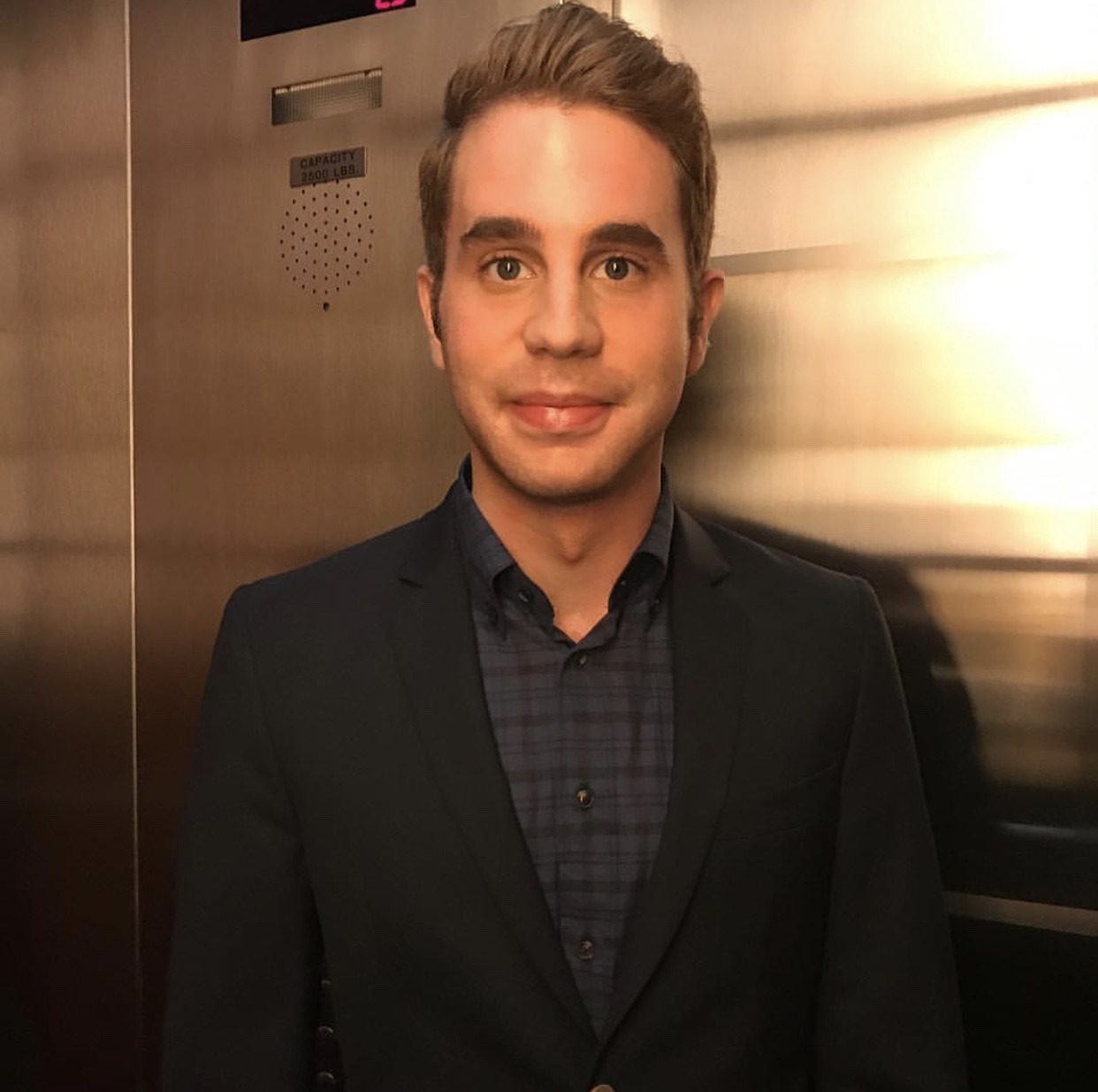
Platt (2017)

Jest gejem; otwarcie wyznał to rodzinie w wieku 12 lat, a publicznie – w 2019 roku. Od stycznia 2020 roku spotyka się z aktorem Noah Galvinem.

## Filmografia
| Rok                   | Tytuł                                     | Rola             | Uwagi         |
| --------------------- | ----------------------------------------- | ---------------- | ------------- |
| 2006                  | Czerwony Kapturek                         | Harcerz #1       |               |
| 2012                  | Pitch Perfect                             | Benji Applebaum  |               |
| 2015                  | Pitch Perfect 2                           | Benji Applebaum  |               |
| 2015                  | Nigdy nie jest za późno                   | Daniel           |               |
| 2016                  | Najdłuższy Marsz Billy'ego Lynna          | Josh             |               |
| 2017                  | The Female Brain                          | Joel             |               |
| 2019                  | Run This Town                             | Bram Shriver     | [ 16 ] [ 17 ] |
| 2019                  | Imprezowi Rodzice                         | Jason Johnson    | [ 18 ]        |
| 2020                  | Ben Platt Live from Radio City Music Hall | on sam           | [ 19 ] [ 20 ] |
| 2020                  | Father Of The Bride 3(ish)                | George MacKenzie | krótkometr.   |
|                       | Broken Diamonds                           | Scott            | ukończony     |
| Dear Evan Hansen      | Evan Hansen                               |                  |               |
| Merilly We Roll Along | Charley Kringas                           | [ 22 ] [ 23 ]    |               |

| Rok       | Tytuł                  | Rola          | Uwagi                                               |
| --------- | ---------------------- | ------------- | --------------------------------------------------- |
| 2017      | Will & Grace           | Blake         | sezon dziewiąty, odcinek drugi "Who’s Your Daddy"   |
| 2019-2020 | Wybory Paytona Hobarta | Payton Hobart | rola główna; 15 odcinków. Także jeden z producentów |
| 2020      | Songland               | on sam        | sezon drugi, odcinek dziewiąty „Ben Platt”          |

## Dyskografia
| Tytuł                | Data Wydania     | Informacje                                         |
| -------------------- | ---------------- | -------------------------------------------------- |
| „Sing To Me Instead” | 29 marca 2019    | Wytwórnia: Atlantic Records Formaty: CD, streaming |
| „Reverie”            | 13 sierpnia 2021 | Wytwórnia: Atlantic Records Formaty: CD, streaming |